# Tlalmaya, Veracruz
Tlalmaya är en ort i Mexiko.   Den ligger i kommunen Benito Juárez och delstaten Veracruz, i den sydöstra delen av landet, 180 km nordost om huvudstaden Mexico City. Tlalmaya ligger 338 meter över havet och antalet invånare är 163.
Terrängen runt Tlalmaya är huvudsakligen kuperad, men den allra närmaste omgivningen är platt. Runt Tlalmaya är det ganska tätbefolkat, med 96 invånare per kvadratkilometer. Närmaste större samhälle är Xochiatipan de Castillo, 15,8 km väster om Tlalmaya. Trakten runt Tlalmaya består till största delen av jordbruksmark.